# Jiří Vosecký
Jiří Vosecký (* 9. července 1951 Nový Bor) je český politik a bývalý sklář, v letech 2008 až 2014 místopředseda hnutí Starostové pro Liberecký kraj, od října 2014 senátor za obvod č. 36 – Česká Lípa, od roku 1990 zastupitel a v letech 1996 až 2014 a opět v letech 2016 až 2018 starosta obce Okrouhlá na Českolipsku.

## Život
Pracoval jako strojník sklářských automatů v Crystalexu.
Angažuje se jako člen rady Euroregionu Nisa. Spoluzakládal Svazek obcí Novoborska a do roku 2014 byl jeho předsedou. Poté, co byl v roce 2014 zvolen do funkce senátora Parlamentu ČR se předsednictví vzdal, aby dostál svého slibu senátorem na plný úvazek. Na jeho místo nastoupil Jan Sviták, starosta obce Prysk.
Jiří Vosecký je ženatý, s manželkou Vladimírou má dva syny (Martin a Miloš).

## Politické působení
Do politiky vstoupil, když byl v komunálních volbách v roce 1990 zvolen do zastupitelstva obce Okrouhlá na Českolipsku. Mandát zastupitele obce pak obhájil v komunálních volbách v roce 1994 (člen ČSSD), 1998 (člen KDU-ČSL), 2002 (člen KDU-ČSL), 2006 (člen KDU-ČSL) a v roce 2010 (člen Starostů pro Liberecký kraj). Navíc byl v letech 1990 až 1996 místostarostou obce a v letech 1996 až 2014 starostou obce Okrouhlá.
Ve volbách v roce 2014 pak opět obhájil mandát zastupitele obce, když úspěšně vedl tamní kandidátku SLK, která volby v obci vyhrála. Na postu starosty jej vystřídal Štefan Pňaček. V září 2016 se však na pozici starosty vrátil, jelikož Pňaček na funkci rezignoval ze zdravotních důvodů.
Kandidoval také do Zastupitelstva Libereckého kraje. V krajských volbách v roce 2000 jako člen KDU-ČSL v rámci Čtyřkoalice a 2008 jako člen Starostů pro Liberecký kraj. Ani jednou však neuspěl.
Dvakrát se rovněž neúspěšně pokoušel dostat do Poslanecké sněmovny PČR. Kandidoval vždy v Libereckém kraji, v roce 1998 jako člen KDU-ČSL a v roce 2010 jako člen Starostů pro Liberecký kraj na kandidátce TOP 09.
Od června 2008 do března 2014 působil jako místopředseda Starostů pro Liberecký kraj. Této pozice se vzdal proto, aby se mohl naplno věnovat předvolební kampani do voleb do Senátu PČR v roce 2014. V nich kandidoval za hnutí Starostové pro Liberecký kraj (s podporou TOP 09) v obvodu č. 36 – Česká Lípa. Se ziskem 20,14 % hlasů vyhrál první kolo, a postoupil tak do kola druhého. Ve druhém kole voleb se ziskem 59,32 % zvítězil nad Karlem Kapounem z ČSSD.
V komunálních volbách v roce 2018 obhájil jako člen SLK post zastupitele obce Okrouhlá. Vzhledem k senátorské funkci však v listopadu 2018 opustil post starosty obce.
Ve volbách do Senátu PČR v roce 2020 obhajoval jako kandidát hnutí STAN a SLK mandát senátora v obvodu č. 36 – Česká Lípa. V prvním kole získal 29,59 % hlasů, a postoupil tak z 1. místa do druhého kola, v němž porazil kandidáta ODS Víta Vomáčku poměrem hlasů 52,87 % : 47,12 %, a zůstal tak senátorem.
V Senátu je 2. místopředsedou Senátorského klubu Starostové a nezávislí, členem Stálé delegace Parlamentu České republiky do Středoevropské iniciativy, Stálé komise Senátu pro krajany žijící v zahraničí, Podvýboru pro rodinu Výboru pro sociální politiku, Podvýboru pro vnitřní bezpečnost a integrovaný záchranný systém (IZS) Výboru pro zahraniční věci, obranu a bezpečnost, Mandátového a imunitního výboru, Výboru pro sociální politiku, je rovněž předsedou Stálé komise Senátu pro rozvoj venkova.
V komunálních volbách v roce 2022 kandidoval do zastupitelstva Okrouhlé z 3. místa kandidátky hnutí SLK. Mandát zastupitele obce obhájil.